# Platambus semivittatus
Platambus semivittatus är en skalbaggsart som först beskrevs av Leconte 1852.  Platambus semivittatus ingår i släktet Platambus och familjen dykare. Inga underarter finns listade i Catalogue of Life.